# Hermann Eduard von Holst
Hermann Eduard von Holst (19 juin 1841 - 20 janvier 1904) est un historien germano-américain.

## Biographie
Holst est un Allemand de la Baltique né à Fellin, Empire russe (maintenant Viljandi, Estonie). Il est le septième des dix enfants d'un pasteur luthérien. Son père meurt alors qu'il est au Gymnasium (école secondaire d'élite), et il doit enseigner et vivre frugalement pour rester à l'école.
Il étudie l'histoire aux universités de l'Université de Dorpat maintenant (Tartu) et Heidelberg, où il reçoit un doctorat sous la direction d'Ludwig Häusser en 1865. En 1866, il s'installe à Saint-Pétersbourg, mais à la suite d'un pamphlet sur un attentat contre l'empereur, qu'il publie à Leipzig alors qu'il voyage à l'étranger, son retour en Russie est interdit.
Il décide d'émigrer aux États-Unis en juillet 1867. Il s'installe à New York, où il enseigne les langues modernes pendant un certain temps dans une petite école privée et prononce un certain nombre de discours politiques à l'approche des élections de 1868. À l'automne 1869, il devient rédacteur en chef adjoint, sous la direction d'Alexander Jacob Schem (en), du Deutsch-Amerikanisches Conversations-Lexicon.
Son ouvrage en allemand sur Louis XIV, Federzeichnung aus der Geschichte des Despotismus parait à Leipzig peu après son arrivée aux États-Unis. Il devient par la suite collaborateur de plusieurs revues américaines.
Le 23 avril 1872 à Manhattan, il épouse Annie Isabelle Hatt, la fille du Rev. Josiah Hatt (1821–1857), pasteur de l'église baptiste de Hoboken, New Jersey, et sa femme, Mary Thomas. Leur fils Hermann V. von Holst, le futur architecte, est né à Fribourg-en-Brisgau en 1874.
Un appel à une chaire d'histoire à l'Université de Strasbourg nouvellement réorganisée le ramena en Allemagne en 1872. En 1874, il obtient la chaire d'histoire moderne à l'Université de Fribourg au Grand-duché de Bade où il reste jusqu'en 1892. Pendant dix ans, il est membre du Baden Herrenhaus, et il en est vice-président pendant quatre ans. Il revisite les États-Unis en 1878 et 1879 et en 1884. En 1882, il est élu membre de l'American Antiquarian Society. En 1892, il devient chef du département d'histoire de l'Université de Chicago. Retraité pour raison de santé en 1900, il retourne en Allemagne et meurt à Fribourg en janvier 1904.
Les œuvres de Von Holst portent presque toutes sur des sujets américains. Par ses livres et ses conférences à l'Université de Chicago, il exerce une puissante influence en encourageant les étudiants américains à suivre de plus près les méthodes allemandes de recherche historique.